# Barbara Meier

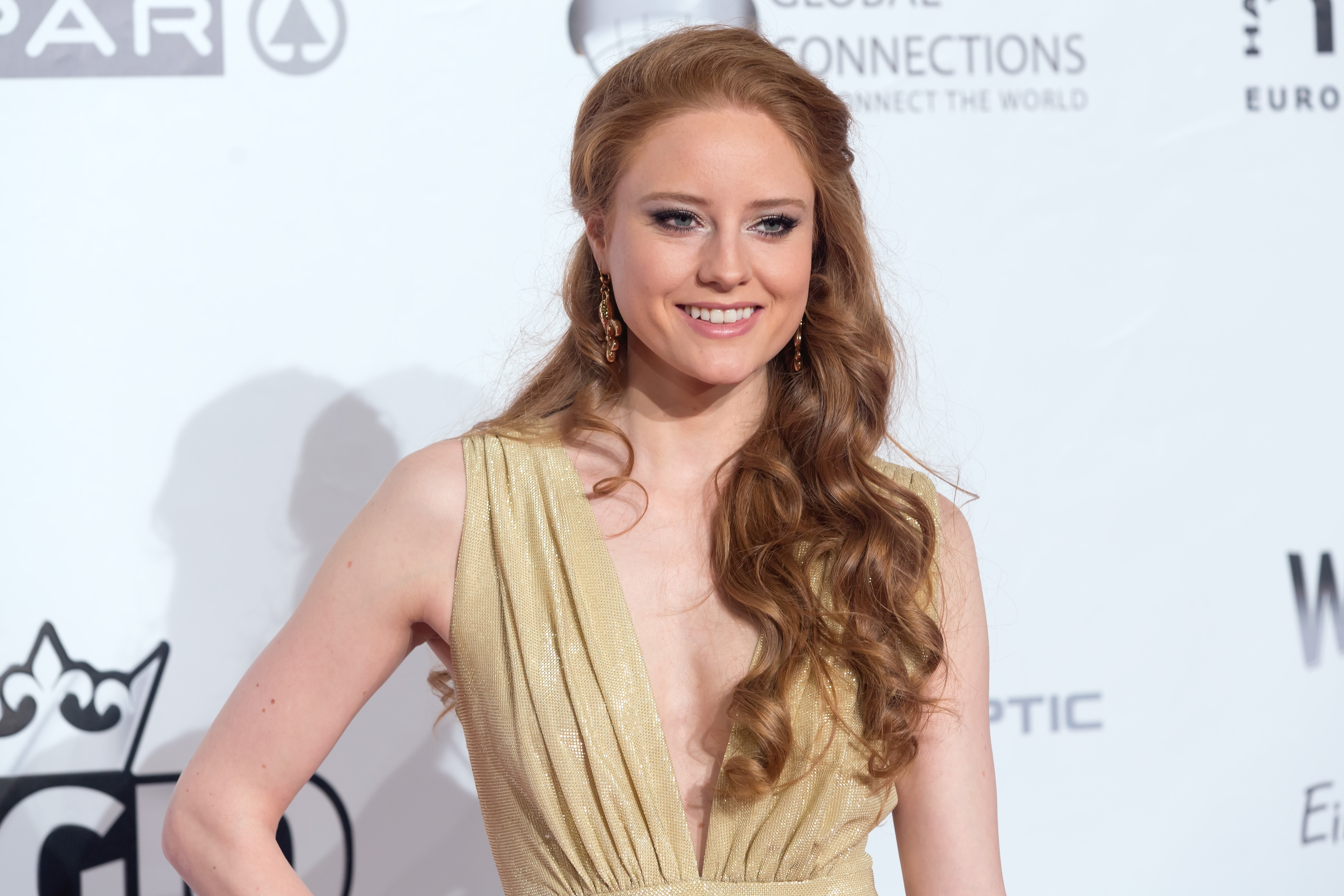
Barbara Meier (2015)

Barbara Meier (bürgerlich Barbara Hallmann, * 25. Juli 1986 in Amberg) ist ein deutsches Model und Schauspielerin. Sie wurde 2007 als Siegerin der zweiten Staffel der Castingshow Germany’s Next Topmodel bekannt.

## Leben
Meier wuchs im Amberger Stadtteil Raigering auf. Sie besuchte die Dr.-Johanna-Decker-Realschule in Amberg, die sie 2002 abschloss. Danach erwarb sie das Fachabitur an der Staatlichen Fachoberschule in Amberg und begann, Mathematik an der FH Regensburg zu studieren, mit dem Ziel, Programmiererin zu werden. Das Studium brach sie 2007 zu Beginn ihrer GNTM-Teilnahme ab. Im April 2016 gab sie bekannt, mit dem österreichischen Unternehmer Klemens Hallmann liiert zu sein. Sie heiratete ihn im Juni 2019 und nahm seinen Familiennamen an, nützt aber für öffentliche Auftritte weiterhin ihren Geburtsnamen. 2020 und 2022 kamen die gemeinsamen Töchter zur Welt.

## Werdegang

### Germany’s Next Topmodel

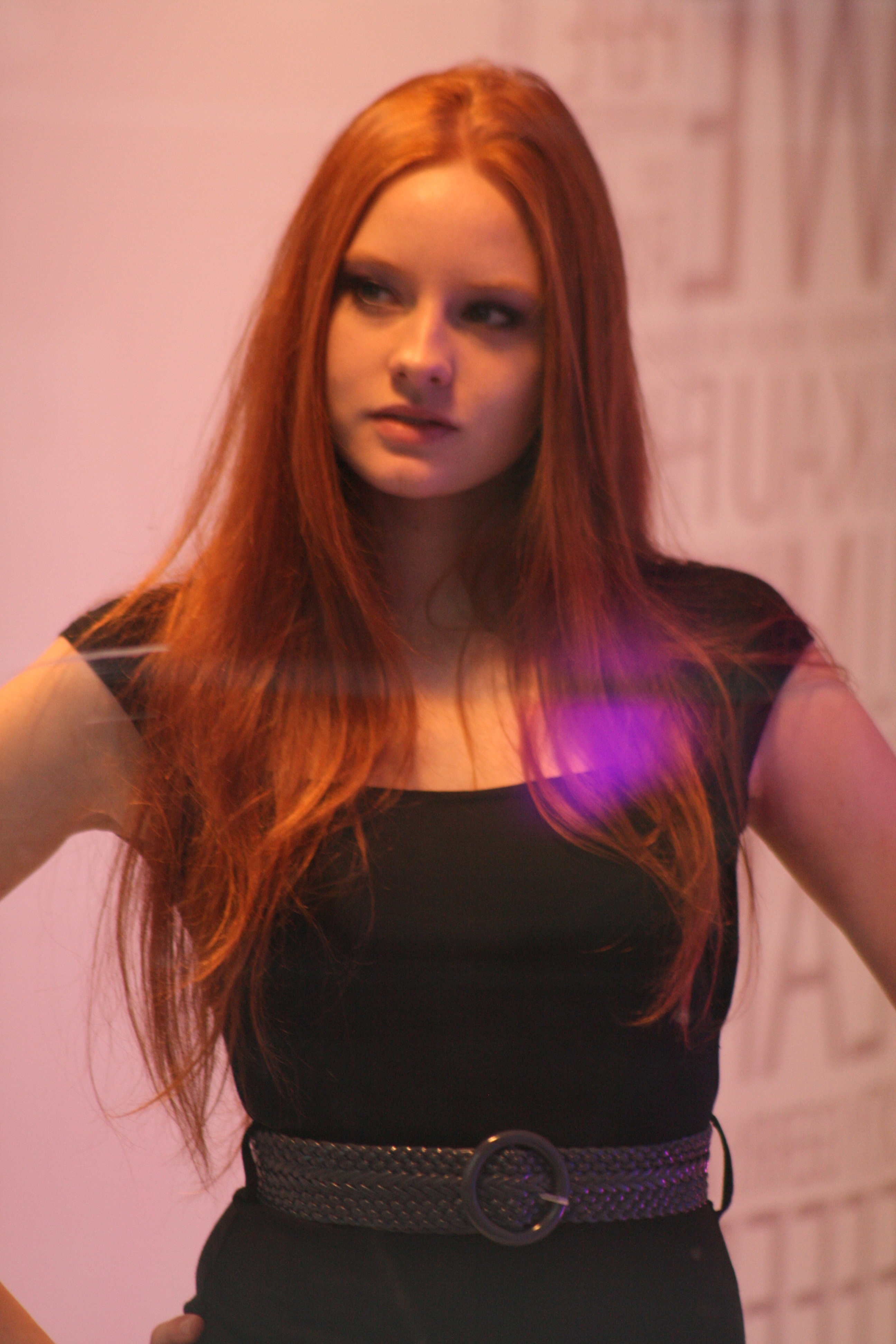
Barbara Meier (2007)

Während ihres Studiums wurde Meier von einem Modelscout im Donau-Einkaufszentrum in Regensburg angesprochen und in die Sendung Germany’s Next Topmodel eingeladen. Dort nahm sie an der zweiten Staffel der von Heidi Klum moderierten Castingshow teil. Meier hatte vor ihrer Teilnahme keine Modelerfahrung. Sie konnte sich gegen 16.000 Mitbewerberinnen durchsetzen und wurde im Mai 2007 Siegerin der Staffel.

### Model-Laufbahn

#### Magazine / Editorials / Cover
Meier hatte Editorials in Magazinen wie der Vogue, Madame Figaro, Marie Claire, L’Officiel und Grazia und zierte über 15 Titelseiten von deutschen und internationalen Magazinen, darunter im Januar 2008 zum zweiten Mal den Titel der Cosmopolitan.

#### Werbung
Sie war unter anderem das Werbegesicht in Kampagnen der Marken Pantene, C&A, Disneyland Paris, Yogurette, Müller Milch und McDonald’s sowie im Ausland für Maybelline, Fabi, Borsalino, Save the Queen, Colin’s Jeans, C’est comme Ca, Caractere, Miss Poem uvm. Seit Januar 2016 wirbt sie für den Kosmetikhersteller Schaebens. Sie ist auch das deutsche Werbegesicht der amerikanischen Schuhmarke Skechers und des Pulsuhren-Herstellers Polar Electro.

#### Laufsteg
Seit Beginn ihrer Karriere steht Meier vor allem für nationale, aber auch internationale Marken auf dem Laufsteg. So lief sie Anfang 2011 zum fünften Mal für verschiedene Designer auf der Fashion Week Berlin. Neben Shows in LA, New York, Paris und Bangkok nahm Meier an der Fashion Week Paris im Frühjahr 2010 teil, wo sie von Designer Wolfgang Joop für die Prêt-à-porter-Schau seiner Marke Wunderkind gebucht wurde.

### Schauspielkarriere
2010 wurde Meier zu einem Film-Casting für den ProSieben-Mystery-Thriller Schreie der Vergessenen eingeladen und bekam die Rolle des gehörlosen Mediums Morgana. Sie hatte keine Schauspielerfahrung. Nach der Ausstrahlung des Films im Herbst 2011 wurde sie von der Berliner Schauspielagentur Fitz&Skoglund unter Vertrag genommen.
Im Sommer 2011 absolvierte sie eine Grundausbildung an der New York Film Academy und nimmt seither privaten Schauspielunterricht bei verschiedenen Coaches in Deutschland und den USA. Neben kleinen Rollen in Fernsehfilmen war sie auch in Episodenhauptrollen diverser ZDF-Krimireihen, Kurzfilmen und an der Seite von Christiane Hörbiger zu sehen. 2012 spielte sie eine der Hauptrollen im Kurzfilm Wiegenlied. 
Im 2015 erschienen Kinofilm Rico, Oskar und das Herzgebreche hatte sie einen kurzen Auftritt. Im August 2017 stand sie für den Kinofilm The Aspern Papers vor der Kamera. Der Film des französischen Regisseurs Julien Landais spielt im 19. Jahrhundert in Venedig. 2020 war sie neben Famke Janssen in dem Romantik-Drama Endless – Nachricht von Chris erneut in einer internationalen Filmproduktion zu sehen.

### Sonstiges
2008 war sie Botschafterin für das Jahr der Mathematik, zu der sie vom Bundesministerium für Bildung und Forschung ernannt wurde. 2012 war sie eine der Werbebotschafterinnen des Deutschen Museums in München. 2013 nahm sie am New-York-City-Marathon teil. Sie war Botschafterin der Kampagne IN FORM des Bundesministeriums für Ernährung und Landwirtschaft, die sich für mehr Bewegung und gesündere Ernährung der Bevölkerung einsetzt. Seit 2015 ist sie Botschafterin des WWF für das Projekt „Geisternetze“, das sich gegen Plastikmüll im Meer einsetzt und über die Umweltauswirkungen und Gefahren der im Meer treibenden Fischernetze informiert.
Seit 2017 ist sie Botschafterin des Bundesministeriums für wirtschaftliche Zusammenarbeit und Entwicklung für faire und umweltfreundliche Mode. Im Dezember 2015 erschien ihr Buch Dein Weg zum Glücksgewicht beim Verlag Dorling Kindersley. 2018 nahm sie an der Seite von Sergiu Luca an der 11. Staffel der RTL-Show Let’s Dance teil und schied zunächst in der fünften Runde aus, kehrte dann aber als Ersatz für den verletzten Kandidaten Jimi Blue Ochsenknecht in die Show zurück und belegte den dritten Platz. Im Rahmen der 5. Staffel der Fernsehshow The Masked Singer trat Meier in der Online-Show The Masked Singer Ehrmann Tiger außer Konkurrenz zu den anderen Teilnehmern auf und wurde nach wöchentlichen Performance- und Indizien-Videos im Finale der Staffel demaskiert. Im März 2025 war sie zu Gast in der Quizsendung Wer weiß denn sowas? und siegte an der Seite von Bernhard Hoëcker.

## Filmografie

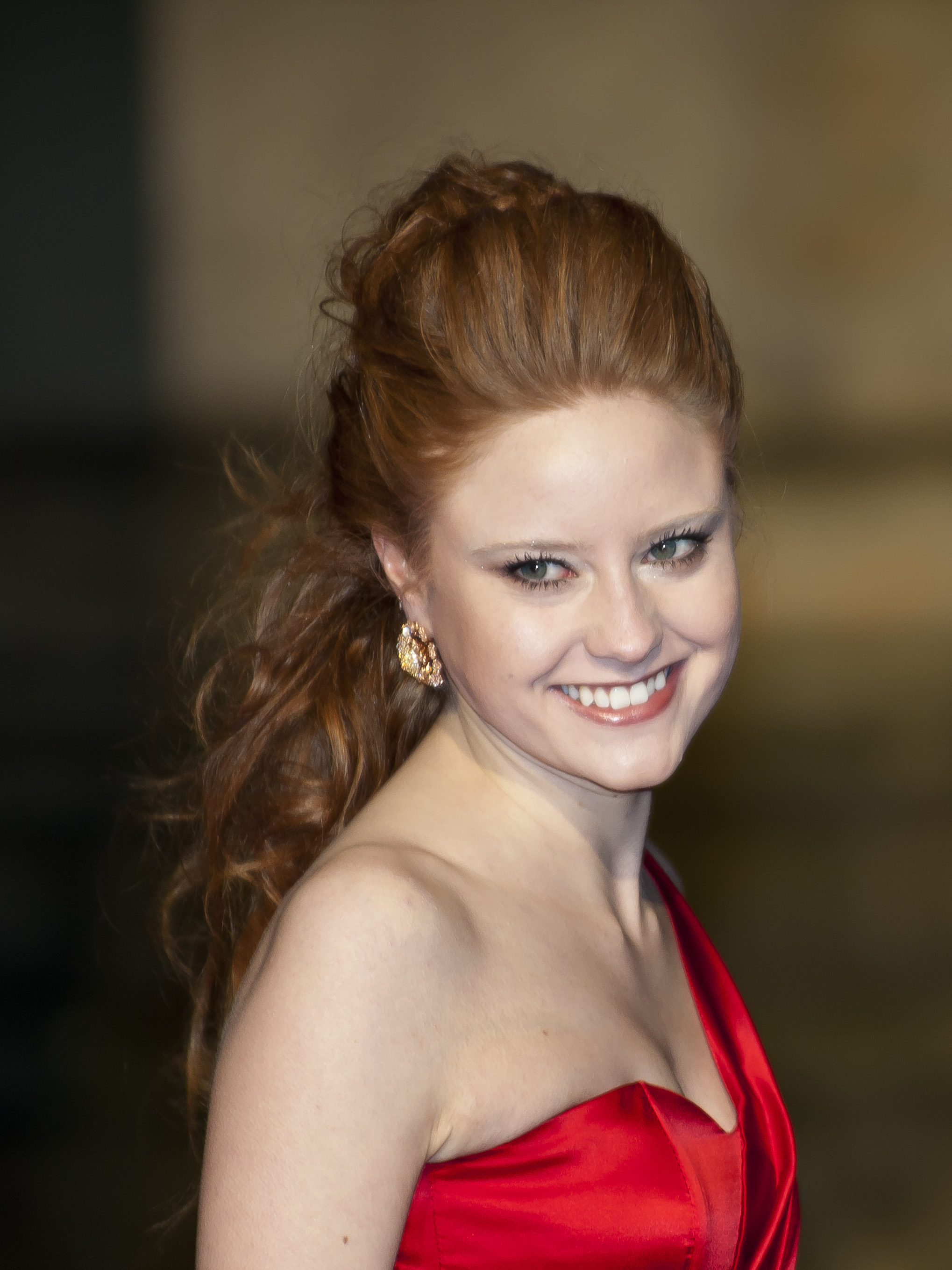
Barbara Meier (2011)

### Als Schauspielerin
- 2010: (Ver-)Passt (TV-Trailer)
- 2011. Gute Reise (Kurzfilm)
- 2011: Schreie der Vergessenen (Fernsehfilm)
- 2012: München schaut hin (Socialspot)
- 2012: Der Staatsanwalt (Fernsehserie, Folge 7x05)
- 2012–2019: Der Alte (Fernsehserie, 3 Folgen)
- 2012: Wiegenlied (Kurzfilm)
- 2013, 2016: Notruf Hafenkante (Fernsehserie, Folgen 7x24, 10x23)
- 2013: Hattinger und die kalte Hand – Ein Chiemseekrimi (Fernsehfilm)
- 2013: Küstenwache (Fernsehserie, Folge 16x14)
- 2013: Schon wieder Henriette (Fernsehfilm)
- 2013: Christine. Perfekt war gestern! (Fernsehserie, Folge 1x08)
- 2013: Apothekerin (Kurzfilm)
- 2014: Strangers (Kurzfilm)
- 2014: Sechs auf einen Streich – Siebenschön (Fernsehfilm)
- 2015: SOKO Stuttgart (Fernsehserie, Folge 6x15)
- 2015: Schwägereltern (Fernsehfilm)
- 2015: Rico, Oskar und das Herzgebreche
- 2015: Heiraten ist nichts für Feiglinge (Fernsehfilm)
- 2015: SOKO München (Fernsehserie, Folge 41x09 Strahlemann)
- 2016: SOKO Wismar (Fernsehserie, Folge 13x24 Damenwahl)
- 2017: Mord in bester Gesellschaft – Winters letzter Fall (Fernsehreihe)
- 2018: Oskar – Gehen, wenn’s am schönsten ist
- 2018: The Aspern Papers
- 2019: Reiterhof Wildenstein – Die Pferdeflüsterin (Fernsehfilm)
- 2020: Endless – Nachricht von Chris (Endless)
- 2021: Army of Thieves
- 2022: Der Onkel – The Hawk
- 2022: Wolke unterm Dach
- 2022: Die Geschichte der Menschheit – leicht gekürzt
- 2022: Schächten
- 2024: Dahoam is Dahoam (Fernsehserie, 3 Folgen)[22]
- 2024: Blutige Anfänger (Fernsehserie, Folge "Bis dass der Tod euch scheidet")
- 2025: Crystal Wall (Fernsehserie, 2 Folgen)

### Shows
- 2007: Germany’s Next Topmodel (Staffel 2, Gewinnerin)
- 2018: Let’s Dance (Staffel 11, 3. Platz)
- 2023: Dancing Stars (Gast-Jurorin Folge 15x01)

## Agenturen
Meier war für folgende Agenturen tätig:
- IMG Models, Mailand
- IMG Models, Paris
- Elite Models, Amsterdam[23]
- 301 Model Management, Istanbul
- Fashion Cult Model Management, Athen[24]
- Major Model Management, München[25]
- Yuli Models, Tel Aviv